# گروتون
گروتون، ماساچوست
گروتون (به انگلیسی: Groton) شهرکی در شهرستان میدلسکس ایالت ماساچوست می‌باشد که در سال ۱۶۵۵ بنیان‌گذاری شده‌است. این شهرک در سرشماری سال ۲۰۱۰ میلادی، ۱۰٬۶۴۶ نفر جمعیت داشته‌است.